# Lauren MacMullan
Pour les articles homonymes, voir MacMullan.
Lauren MacMullan est une réalisatrice spécialisée dans l'animation, née le 30 avril 1964 à Boston. Elle a notamment réalisé des épisodes de Les Simpson et a réalisé une des quatre séquences de Les Simpson, le film. Elle a aussi réalisé des épisodes de Avatar, le dernier maître de l'air. Responsable de la restauration chez Disney, elle réalise en 2013 le court métrage sur Mickey Mouse, Get a Horse!

## Filmographie

### Réalisatrice

#### PourLes Simpson
| Année | Titre                              | Titre original             | Saison | Épisode | Scénariste                |
| ----- | ---------------------------------- | -------------------------- | ------ | ------- | ------------------------- |
| 2001  | La Brute et les Surdoués           | Bye Bye Nerdie             | 12     | 16      | John Frink Don Payne      |
| 2002  | Proposition à demi indécente       | Half-Decent Proposal       | 13     | 10      | Tim Long                  |
| 2002  | La Double Vie de Lisa              | Little Girl in the Big Ten | 13     | 20      | Jon Vitti                 |
| 2003  | Moe, le baby-sitter                | Moe Baby Blues             | 14     | 22      | J. Stewart Burns          |
| 2004  | Robotflop                          | I, (Annoyed Grunt)-Bot     | 15     | 9       | Dan Greaney Allen Glazier |
| 2004  | Fugue pour menottes à quatre mains | The Wandering Juvie        | 15     | 16      | John Frink Don Payne      |
| 2004  | Coucher avec l'ennemi              | Sleeping with the Enemy    | 16     | 3       | Jon Vitti                 |

#### Autres
- 1994-1995 : Profession : critique (4 épisodes)
- 1995 : Une nounou d'enfer (1 épisode)
- 1998 : Les Rois du Texas (2 épisodes)
- 1999-2002 : Mission Hill (4 épisodes)
- 2005-2006 : Avatar, le dernier maître de l'air (8 épisodes)
- 2007 : Les Simpson, le film (une séquence)
- 2013 : Get a Horse!

### Scénariste
- 2006 : Avatar, le dernier maître de l'air (1 épisode)
- 2013 : Get a Horse! scénario et histoire originale avec Paul Briggs, Raymond S. Persi et Nancy Kruse

### Actrice
- 2012 : Les Mondes de Ralph : voix additionnelles

### Animatrice
- 1995 : Une nounou d'enfer (1 épisode)
- 2006 : Avatar, le dernier maître de l'air (1 épisode)

### Storyboardeuse
- 1994 : Profession : critique (1 épisode)
- 1998 : Les Rois du Texas (1 épisode)
- 2001-2004 : Les Simpson (4 épisodes)
- 2005-2006 : Avatar, le dernier maître de l'air (8 épisodes)